# Banshra
Banshra é uma vila no distrito de Barddhaman, no estado indiano de Bengala Ocidental.

## Demografia
Segundo o censo de 2001, Banshra tinha uma população de 5128 habitantes. Os indivíduos do sexo masculino constituem 55% da população e os do sexo feminino 45%. Banshra tem uma taxa de literacia de 60%, superior à média nacional de 59,5%; com 63% para o sexo masculino e 37% para o sexo feminino. 12% da população está abaixo dos 6 anos de idade.